# Haroldo (ur. 1922)
Haroldo, właśc. Haroldo Baptista Pereira (ur. 30 października 1922 w Rio de Janeiro) – piłkarz brazylijski, występujący podczas kariery na pozycji środkowego obrońcy.

## Kariera klubowa
Haroldo podczas piłkarskiej kariery występował w Fluminense Rio de Janeiro. Z Fluminense zdobył mistrzostwo stanu Rio de Janeiro – Campeonato Carioca w 1946 roku.

## Kariera reprezentacyjna
W reprezentacji Brazylii Haroldo zadebiutował 1 kwietnia 1947 w wygranym 3-2 meczu z reprezentacją Urugwaju, którego stawką było Copa Rio Branco 1947. Był to jego jedyny występ w reprezentacji.